# Croom (County Limerick)
Croom (irisch Cromadh, deutsch wohl Flussbiegung) ist ein Dorf mit 1240 Einwohnern (Stand 2022) im irischen County Limerick in der Provinz Munster. 

## Lage
Croom liegt am Ufer des River Maigue und etwa 18 Kilometer südsüdwestlich vom Stadtzentrum von Limerick an der N20. 

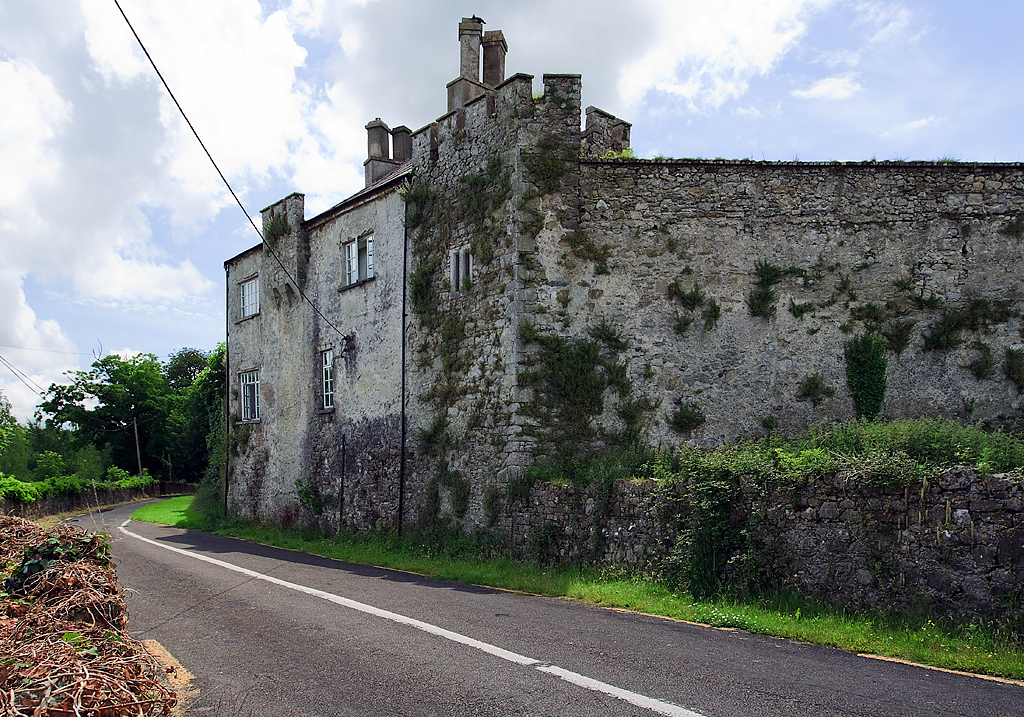
Croom Castle

## Geschichte
Croom lag im Gebiet des O’Donovan-Clans und noch früher des irischen Stamms der Uí Fidgenti. Im 10. Jahrhundert durchquerten hier Wikinger während ihrer Raubzügen das Landesinnere.
1151 wird Cromadh oder Croom erstmals erwähnt, als es von Ruaidhrí, Sohn des Toirdhealbhach Ua Conchobhair, geplündert und niedergebrannt wurde. Ab dem 13. Jahrhundert wurde hier die Familie FitzGerald aus Kildare belehnt.

## Sehenswürdigkeiten
- Croom Castle
- Disert Oenghusa, ehemalige Klosteranlage, Kirche aus dem 15. Jahrhundert mit einem Rundturm aus dem 12. Jahrhundert
- Croom Hospital von 1852, ehemalige Fabrikanlage
- Croom Mill, 1788 erbaut und 1927 geschlossen

## Persönlichkeiten
- Jim Hogan (1933–2015), irischer Langstreckenläufer
- Michael Hartnett (1941–1999), Dichter
- Frances Fitzgerald (* 1950), Politikerin

## Trivia
Der Ort Croom in Maryland (USA) wurde durch Auswanderer nach diesem Ort in Irland benannt.